# レイ・ギラン
レイモンド・アーサー・"レイ"・ギレン（Raymond Arthur Gillen、Ray Gillen、1959年5月12日 - 1993年12月1日）は、アメリカのミュージシャン。1980年代半ばにブラック・サバスに在籍し、後にバッドランズで活動した。

## 生い立ち
ギレンは1959年5月12日にニューヨークで生まれ、ニュージャージー州のクリフサイド・パークで育った。一人っ子で、高校在学中に音楽を始めた。ニュージャージーのクラブ・サーキットで、クラブ・バンドのクエスト（1978-80年）、パンクロックの影響を受けたF-66（1980-81年）、サヴェージ、そして最も有名なヴェンデッタ・アンド・ハーレットなど、さまざまなバンドで活動した。1985年、ボビー・ロンディネリのバンド、ロンディネリに参加。
1986年、ブラック・サバスはアルバム『セブンス・スター』のツアーを開始したが、数回の公演の後、ボーカルのグレン・ヒューズが殴り合いの喧嘩をし、副鼻腔と喉を怪我した。ギレンはヒューズの後任としてオファーされ、ロンディネリを脱退した。セブンス・スターのアルバムツアーを終えた後、ブラック・サバスはギレンと共に次のアルバム『The Eternal Idol』をレコーディングした。しかし、経済的な負担、作曲の難しさ（ギレンは作曲があまり得意でないことが判明したため、ボブ・デイズリーが作曲に起用された）、メンバーとのコミュニケーション不足などが重なり、ドラマーのエリック・シンガーはアルバムがリリースされる前に脱退した。ギレンは後にトニー・マーティンと交代する形で脱退し、『The Eternal Idol』の楽曲は、1987年にアルバムがリリースされる前に、急遽マーティンと録り直した(ギレンをフィーチャーした『永遠のアイドル』のデモ・バージョンは、ブートレッグ・サーキットや2010年の『永遠のアイドル』デラックス盤に収録されている)。また、マーティンはインタビューで、『Nightmare』という曲で聴ける不吉な笑い声は、実はギレンの声だと明かしている。
セブンス・スター・ツアーの期間中、ギレンはプロジェクト・ディレクター兼共同プロデューサーのヴィルフリート・F・リメンベルガーに頼まれ、グレン・ヒューズ、ジョン・ウェットン、マックス・ベーコンがヴォーカルで参加したアルバム『ドリーム・ランナー』のレコーディングのためにメル・ギャレーのバンド、フェノメナに参加し、4曲をレコーディングした。ギレンはフェノメナの「Did it all for Love」のミュージック・ビデオにも出演しているが、この曲の実際のレコーディングには参加していない。
レコーディング後、ギレンは後に新バンドブルー・マーダーを結成するつもりで、ジョン・サイクス（ホワイトスネイク、シン・リジィなどに在籍していた）と活動を始めた。ギレンはデモをレコーディングしたが、サイクスが自分でヴォーカルを担当することになったため、脱退した。
その後、ジェイク・E・リー（元オジー・オズボーン・バンドのギタリスト）と連絡を取り、バンドを結成。1988年、ギレンはジェイクらとバッドランズを結成し、グレッグ・チャイソンとブラック・サバスでギレンのバンドメイトだったエリック・シンガーを加入させた。ギレンはバッドランズで3枚のアルバム（Badlands、Voodoo Highway、Dusk）をレコーディングし、バンドは1989年から1992年までツアーを行った。最初の2枚のアルバムは商業的にそこそこの成功を収めたが、メンバー間の不仲、マネージメントやレーベルのアトランティック・レコードとの問題がバンドの解散を早めた。ギレンは短期間でバッドランズを脱退し(後任にはジョン・ウェストが加入した)、その後すぐにバンドは解散した。ギレンがバンドを解雇される直前にレコーディングされたデモ音源を収録したサード・アルバム『Dusk』は、死後1998年にリリースされた。
バッドランズの解散後、ギレンはロサンゼルスで2つのプロジェクトに関わった。ドラマーのランディ・カスティーヨとイギー・ポップのバンドメンバー、ホワイティ・カーストとクレイグ・パイクらと共に「コックファイト」というバンド名で活動し、デヴィッド・リー・ロスの「A Little Ain't Enough」ツアーに参加したばかりのギタリスト、ジョー・ホームズ率いる「タリフ」にも参加した。ギレンはこのグループで数ヶ月間リハーサルを行った後、故郷のニューヨークに戻った。また、旧友たちとサン・レッド・サンというバンドを結成した。

## 病気、そして急死
1993年、ヴィルフリート・F・リメンベルガーは、最初のメタル・ハマー・ローレリー・フェスティバルのリメイクを計画しており、ギレンをヴォーカルに迎えたフェノメナの初のライヴ・パフォーマンスを上演する予定だった。それは1994年にヨーロッパ全土で行われる一連のコンサートの最初のイベントになる予定だった。ところが、ギレンはニューヨークからミュンヘンにいるリメンベルガーに電話で、体調が悪くて出演できないので辞退すると告げた。
その後、ギレンは1993年12月1日、ニューヨークの病院でエイズ関連の病気で亡くなった。バッドランズのバンドメイトであったジェイク・E・リーによると、「ファースト・アルバムとセカンド・アルバムの間に、彼は本当に痩せ始め、健康的に見えなくなった」という。リーはまた、当時のバッドランズのマネージャーのポール・オニールと会うまでギレンがエイズに感染していることを知らなかったと主張し、オニールはバンドから解雇されたらアトランティック・レコードにギレンの病気のことを話すと脅した。ギレンはそれを否定し、リーにこう言ったと伝えられている、「まあ、そんなことはない。クビにしろ。」ジェイクは後に「だから俺たちは彼を解雇した。アトランティック・レコードにもそう伝えた。そのせいで、2枚目のアルバムでひどい目に遭ったんだ。レコード会社側はツアーの援助金をまったく出してくれなかった」と言っている。
ギレンには娘のアシュリー（1984年7月生まれ）がいる。
ギレンはニュージャージー州でうのフェアビュー墓地に埋葬されている。

## ディスコグラフィー
| 年   | バンド                   | アルバム名                                   | Notes                                                                             |
| ---- | ------------------------ | -------------------------------------------- | --------------------------------------------------------------------------------- |
| 1980 | F-66                     | "Give It a Try" b/w "It Doesn't Matter"      | 7' single                                                                         |
| 1986 | ブラック・サバス         | Live at the Hammersmith Odeon, 2nd June 1986 | Seventh Star 2010 deluxe edition disc 2                                           |
| 1987 | ブラック・サバス         | The Eternal Idol                             | Sinister laugh on "Nightmare" & 2010 deluxe edition disc 2                        |
| 1987 | フェノメナ               | Dream Runner                                 | Vocals on "Stop", "No Retreat – No Surrender", "Move – You Lose" & "Emotion Mama" |
| 1987 | サヴァテージ             | Hall of the Mountain King                    | Backing vocals on "Strange Wings"                                                 |
| 1988 | ブルー・マーダー         | It's Too Late (demo)                         |                                                                                   |
| 1989 | レイジング・スレイブ     | <i id="mwoA">Raging Slab</i>                 | Backing vocals on "Shiny Mama"                                                    |
| 1989 | バッドランズ             | Badlands                                     |                                                                                   |
| 1991 | バッドランズ             | Voodoo Highway                               |                                                                                   |
| 1993 | ジョージ・リンチ         | Sacred Groove                                | Vocal on "Flesh and Blood"                                                        |
| 1993 | atsushi yokozeki project | Raid                                         | Vocal on "Heartbreak"                                                             |
| 1995 | サン・レッド・サン       | Sun Red Sun                                  |                                                                                   |
| 1996 | ロンディネリ             | Wardance                                     | Recorded circa 1985                                                               |
| 1998 | バッドランズ             | Dusk                                         | Recorded in 1992–1993                                                             |
| 1998 | レイ・ギレン             | 5th Anniversary Memorial Tribute             | Studio outtakes from the 1993 Sun Red Sun sessions                                |